# Isagoras (geslacht)
Isagoras is een geslacht van Phasmatodea uit de familie Pseudophasmatidae. De wetenschappelijke naam van dit geslacht is voor het eerst geldig gepubliceerd in 1875 door Carl Stål.

## Soorten
Het geslacht Isagoras omvat de volgende soorten:
- Isagoras affinis Chopard, 1911
- Isagoras apolinari Hebard, 1933
- Isagoras bishopi Rehn, 1947
- Isagoras brevipes Redtenbacher, 1906
- Isagoras chocoensis Hebard, 1921
- Isagoras chopardi Hebard, 1933
- Isagoras dentipes Redtenbacher, 1906
- Isagoras ecuadoricus Hebard, 1933
- Isagoras jurinei (Saussure, 1868)
- Isagoras kheili (Bolívar, 1896)
- Isagoras metricus Rehn, 1947
- Isagoras nitidus Redtenbacher, 1906
- Isagoras paulensis Piza, 1944
- Isagoras phlegyas (Westwood, 1859)
- Isagoras plagiatus Redtenbacher, 1906
- Isagoras proximus Redtenbacher, 1906
- Isagoras rugicollis (Gray, 1835)
- Isagoras santara (Westwood, 1859)
- Isagoras sauropterus Rehn, 1947
- Isagoras schraderi Rehn, 1947
- Isagoras subaquilus Rehn, 1947
- Isagoras tacanae Günther, 1940
- Isagoras venezuelae Rehn, 1947
- Isagoras venosus (Burmeister, 1838)
- Isagoras vignieri (Redtenbacher, 1906)